# رخیوت
شهرستان رخیوت (به عربی:  ولایة رخیوت ) یکی از شهرستانهای استان ظفار در کشور پادشاهی عمان است. رخیوت از مناطق بکر و زیبای استان ظفار است. اطلاعات بیشتر از این شهر را می‌توانید در کتاب عمان از دریچه صلاله پیدا کنید.راهنمای سفر به استان ظفار شهر رخیوت

## جمعیت
جمعیت آن در حدود ۴۱۱۰ هزار نفر می‌باشد.